# The Arrows
The Arrows fue una banda inglesa de rock, fundada en Londres, Inglaterra. 
El grupo, que fue formado en 1974 y disuelto en 1977, estaba integrado por el cantante y bajista Alan Merrill, el guitarrista Jake Hooker y el baterista Paul Varley.

## Historia
El primer representante de The Arrows fue Peter Meaden, quien también había representado a The Who a principios de la década de 1960. Se le ocurrió el nombre de la banda, que se origina a partir del logo de The Who, con la flecha (arrow, en inglés) apuntando hacia arriba.
Algunos de sus sencillos fueron un éxito en las listas entre 1974 y 1975, como «Touch Too Much», «My Last Night With You» y «I Love Rock 'N Roll», todos ellos producidos por Mickie Most en la discográfica RAK Records.
«I Love Rock 'N Roll» fue posteriormente versionado por la cantante y guitarrista de rock Joan Jett.
En 1976 y 1977, The Arrows tuvieron dos programas de televisión semanales, a lo largo de 14 semanas, llamados Arrows, en ITV Granada UK (Manchester)  producidos por Muriel Young. Cada serie constaba de 14 capítulos de 30 minutos de duración. Hubo 28 capítulos emitidos en total. 
Es la única banda que tiene dos series de televisión semanales sin ningún lanzamiento discográfico durante la emisión de las series, como resultado de un conflicto entre la banda y su productor discográfico Mickie Most. Su último sencillo, «Once Upon A Time», fue lanzado dos meses antes del estreno de su primera serie en 1976.

## Discografía

### Grabaciones producidas por Mickie Most
1974
- «Touch Too Much» (N.Chinn/M.Chapman)
- «We Can Make It Together» (A.Merrill/J.Hooker)
- «Toughen Up» (N.Chinn/M.Chapman)
- «Diesel Locomotive Dancer» (A.Merrill/J.Hooker)

1975
- «My Last Night With You» (R.Ferris)
- «Movin' Next Door To You» (A.Merrill/J.Hooker)
- «Hard Hearted» (R.Ferris)
- «My World Is Turning On Love» (A.Merrill/J.Hooker)
- «I Love Rock 'N Roll» (A.Merrill/J.Hooker)
- «Broken Down Heart» (R.Ferris)

Canciones perdidas
Hubo tres pistas inéditas producidas por Mickie Most en 1974, que más tarde se recuperaron y publicaron en 2005, en el álbum A's, B's, and Rarites.
- «Wake Up» (A.Merrill/J.Hooker)
- «Bam Bam Battering Ram» (A. Merrill/J.Hooker)
- «Dreamin'» (Johnny Burnette).

### Grabaciones producidas por Phil Coulter
1976
- "Once Upon A Time" (B.Martin/P.Coulter)
- "Boogiest Band In Town" (B.Martin/P.Coulter)

Primer LP de éxito/ RAK Records (1976)
- "Once Upon A Time" (B.Martin-P.Coulter)
- "Love Is Easy" (A.Merrill/J.Hooker)
- "Feelin' this Way" (A.Merrill/J.Hooker/P.Varley)
- "What's Come Between Us" (A.Merrill/J.Hooker)
- "Thanks" (B.Martin/P.Coulter)
- "Love Child" (Humecke/Kelly/Laurenson/MacLearie)
- "Let Me Love You" (B.Martin/P.Coulter)
- "Don't Worry 'Bout Love" (A.Merrill/J.Hooker)
- "First Hit" (A.Merrill/J.Hooker)
- "Boogiest Band In Town" (B.Martin/P.Coulter)
- "Gotta Be Near You" (B.Martin/P.Coulter)

### Canciones de la serie de TV "Arrows" (1976-77)
Estas canciones, grabadas en los estudios de ITV Granada UK, nunca se comercializaron en LP o CD.
- "Love Rider" (A.Merrill/J.Hooker/T.Taylor)
- "Bring Back The Fire" (A.Merrill/J.Hooker/T.Taylor)
- "Dare You Not To Dance" (A.Merrill/J.Hooker/T.Taylor)
- "Faith In You" (A.Merrill/J.Hooker/T.Taylor)

### Canciones producidas por Bill Wyman (inéditas)
1977
- "Goodbyes Don't Bother Me" (A.Merrill/T.Taylor/J.Hooker)
- "Dare You Not To Dance" (A.Merrill/J.Hooker/T.Taylor)
- "Always Another Train" (A.Merrill/J.Hooker/T.Taylor)

### Recopilatorios
2002
Arrows, Singles Collection Plus/ Cherry Red Records
2005
A's, B's, and Rarites / EMI
- Datos: Q702998